# Aeroportul Førde
Aeroportul Førde (IATA: FDE, ICAO: ENBL) este un aeroport din Comuna Sunnfjord⁠(d), Vestland, Norvegia ce deservește zona Førde. Aeroportul a fost tranzitat în 2022 de 64.026 de pasageri. A fost deschis în 31 august 1986 și numit după zona deservită.
Situat la o altitudine de 319 m, aeroportul dispune de 1 pistă. Este operat de Avinor⁠(d).

## Infrastructură

### Piste
Aeroportul dispune de o singură pistă. Pista 07/25 are suprafața de asfalt și dimensiunile 1.110 m × 30 m. 